# Ramil Goelijev
Ramil Eldar oğlu Goelijev (Bakoe, 29 mei 1990) is een Turks atleet, afkomstig uit Azerbeidzjan, die gespecialiseerd is in de sprint. Hij nam driemaal deel aan de Olympische Spelen en bleef hierbij medailleloos. In 2017 volgde hij viervoudig wereldkampioen Usain Bolt op de 200 m op door in Londen de titel op dit onderdeel te veroveren.

## Biografie

### Eerste successen als junior
Op achttienjarige leeftijd nam Goelijev deel aan de Olympische Spelen van 2008 in Peking. Hij kon zich plaatsen voor de kwartfinale op de 200 m, waarin hij een nationaal record (20,66 s) liep. Hiermee kon hij zich niet plaatsen voor de halve finale.
Ramil Goelijev was als junior succesvol op de 100 en 200 m. Hij won zilver bij de Europese juniorenkampioenschappen op de 100 m, achter Christophe Lemaitre, en werd Europees juniorenkampioen op de 200 m. Hij verbrak de nationale records op de 100 en 200 m. Op de 200 m heeft hij sinds 2009 met 20,04 het Europese juniorenrecord in handen, wat de tweede tijd als junior ooit is, achter Usain Bolts 19,93. Ook heeft hij het nationale juniorenrecord op de 60 m indoor in handen.

### Omstreden wisseling van nationaliteit
Op 5 april 2011 verwierf hij de Turkse nationaliteit, daarvoor kwam hij uit voor zijn geboorteland Azerbeidzjan. Hij werd beschuldigd dit gedaan te hebben, omdat hij hiervoor 200.000 dollar zou hebben ontvangen, maar zijn Turkse trainer, Fikret Çetinkaya, verdedigde hem door te zeggen dat Goelijev vrijwillig naar Turkije was verhuisd, omdat hij niet genoeg aandacht had gekregen in zijn thuisland. De Azerbeidzjaanse Atletiek Federatie was niet blij met de overstap en diende een officiële klacht in bij de IAAF. Succesvol, want de IAAF besloot in april 2011 dat Goelijev tot april 2014 voor geen andere landen dan Azerbeidzjan mocht uitkomen. Goelijev besloot bij zijn eerdere beslissing te blijven en niet voor zijn thuisland uit te komen. 

### Successen na overgang naar Turkije
In 2015 keerde Goelijev weer terug op het grote podium, ditmaal dus uitkomend voor Turkije. Hij kwalificeerde zich bij de WK van 2015 voor de 200 m finale, waar hij zesde werd in 20,11. Hij liep in september van dat jaar in Zagreb onder de 20 seconden, door 19,88 te lopen. Dit betekende een Turks record. Tijdens de Europese kampioenschappen in Amsterdam in 2016 haalde hij zowel op de 100 als de 200 m de finale. Op de 100 m werd hij zesde in 10,23, nadat hij in de halve finales 10,07 had gelopen, een persoonlijk record. Op de 200 m werd hij derde, maar na de diskwalificatie van Churandy Martina schoof hij een plek op en pakte het zilver.
In 2016 nam Goelijev deel aan de 200 m op Olympische Spelen in Rio de Janeiro. Goelijev plaatste zich voor de finale, waarin hij in een tijd van 20,49 op de achtste plaats eindigde.

### Opvolger van Usain Bolt
Op 10 augustus 2017 werd hij in Londen in een tijd van 20,09 wereldkampioen op de 200 m. Hiermee werd hij de opvolger van Usain Bolt, die deze titel bij de vier voorgaande gelegenheden had veroverd. Een jaar later veroverde Goelijev op de EK in Berlijn ook de Europese titel op de 200 m.

## Titels
- Wereldkampioen 200 m - 2017
- Europees kampioen 200 m - 2018
- Universitair kampioen 200 m - 2009
- Europees juniorenkampioen 200 m - 2009

## Persoonlijke records
Outdoor
| Onderdeel | prestatie               | Datum            | Plaats   |
| --------- | ----------------------- | ---------------- | -------- |
| 60 m      | 6,78 s (-1,2 m/s)       | 27 juli 2017     | Cheb     |
| 100 m     | 9,97 s (+1,5 m/s)       | 6 juli 2017      | Bursa    |
| 200 m     | 19,76 s (+0,7 m/s) (NR) | 9 augustus 2018  | Berlijn  |
| 300 m     | 32,61 s                 | 27 juli 2016     | Karlstad |
| 4x100 m   | 37,98 s                 | 12 augustus 2018 | Berlijn  |

Indoor
| Onderdeel    | prestatie        | Datum            | Plaats |
| ------------ | ---------------- | ---------------- | ------ |
| 60 m (ex-NR) | 6,58 s           | 13 januari 2012  | Sumy   |
| 200 m        | 21,05 s (NR)     | 14 februari 2012 | Liévin |
| 300 m        | 33,62 s (Az. NR) | 1 februari 2009  | Moskou |

## Palmares

### 60 m
- 2008: 4e in serie WK indoor - 6,84 s

### 100 m
- 2006: 4e in serie WK U20 - 10,91 s
- 2007:  EJOF - 10,50 s
- 2009:  EK U20 - 10,16 s
- 2013:  Middellandse Zeespelen - 10,23 s
- 2015:  Universiade - 10,16 s
- 2016: 6e EK - 10,23 s

### 200 m
- 2007:  EJOF - 20,98 s
- 2008: 5e in ¼ fin. OS - 20,66 s
- 2008: 5e WK U20 - 21,00 s
- 2009:  EK U20 - 20,38 s
- 2009:  Universiade - 20,04 s (EJR)
- 2009: 7e WK - 20,61 s
- 2013:  Middellandse Zeespelen - 20,46 s
- 2014: 6e EK - 20,48 s
- 2015: 6e WK - 20,11 s
- 2015:  Universiade - 20,59 s
- 2016:  EK - 20,51 s
- 2016: 8e OS - 20,43 s
- 2017:  WK - 20,09 s
- 2018:  Middellandse Zeespelen - 20,15 s
- 2018:  EK - 19,76 s
- 2019: 5e WK - 20,07 s (+0,3 m/s)
- 2021: 6e in ½ fin. OS - 20,31 s

Diamond League-podiumplaatsen
- 2017:  Meeting de Paris - 20,15 s
- 2017:  Müller Grand Prix Birmingham - 20,17 s
- 2018:  Doha Diamond League - 20,11 s
- 2018:  Bislett Games - 19,90 s
- 2018:  BAUHAUS-galan - 19,92 s
- 2018:  Herculis - 19,99 s
- 2018:  Weltklasse Zürich - 19,98 s
- 2019:  Doha Diamond League - 19,99 s
- 2019:  BAUHAUS-galan - 20,40 s
- 2019:  Meeting International Mohammed VI d'Athlétisme de Rabat - 20,28 s
- 2019:  Meeting de Paris - 20,01 s
- 2019:  Memorial Van Damme - 19,86 s

### 4 x 100 m
- 2016: 4e in reeksen OS - 38,30 s
- 2016: 6e in reeksen EK - 39,58 s
- 2017: 7e WK - 38,73 s
- 2018:  Middellandse Zeespelen - 38,50 s
- 2018:  EK - 37,98 s
- 2019: 7e IAAF World Relays - 39,13 s
- 2019: DSQ in reeksen WK
- 2021: 5e in reeksen World Athletics Relays - 39,59 s
- 2021: DSQ in reeksen OS

Diamond League-podiumplaatsen
- 2016:  BAUHAUS-galan - 38,76 s

1983 Calvin Smith ·
1987 Calvin Smith ·
1991 Michael Johnson ·
1993 Frankie Fredericks ·
1995 Michael Johnson ·
1997 Ato Boldon ·
1999 Maurice Greene ·
2001 Konstantinos Kenteris ·
2003 John Capel ·
2005 Justin Gatlin ·
2007 Tyson Gay ·
2009 Usain Bolt ·
2011 Usain Bolt ·
2013 Usain Bolt ·
2015 Usain Bolt ·
2017 Ramil Goelijev ·
2019 Noah Lyles ·
2022 Noah Lyles ·
2023 Noah Lyles